# Géza Szőcs

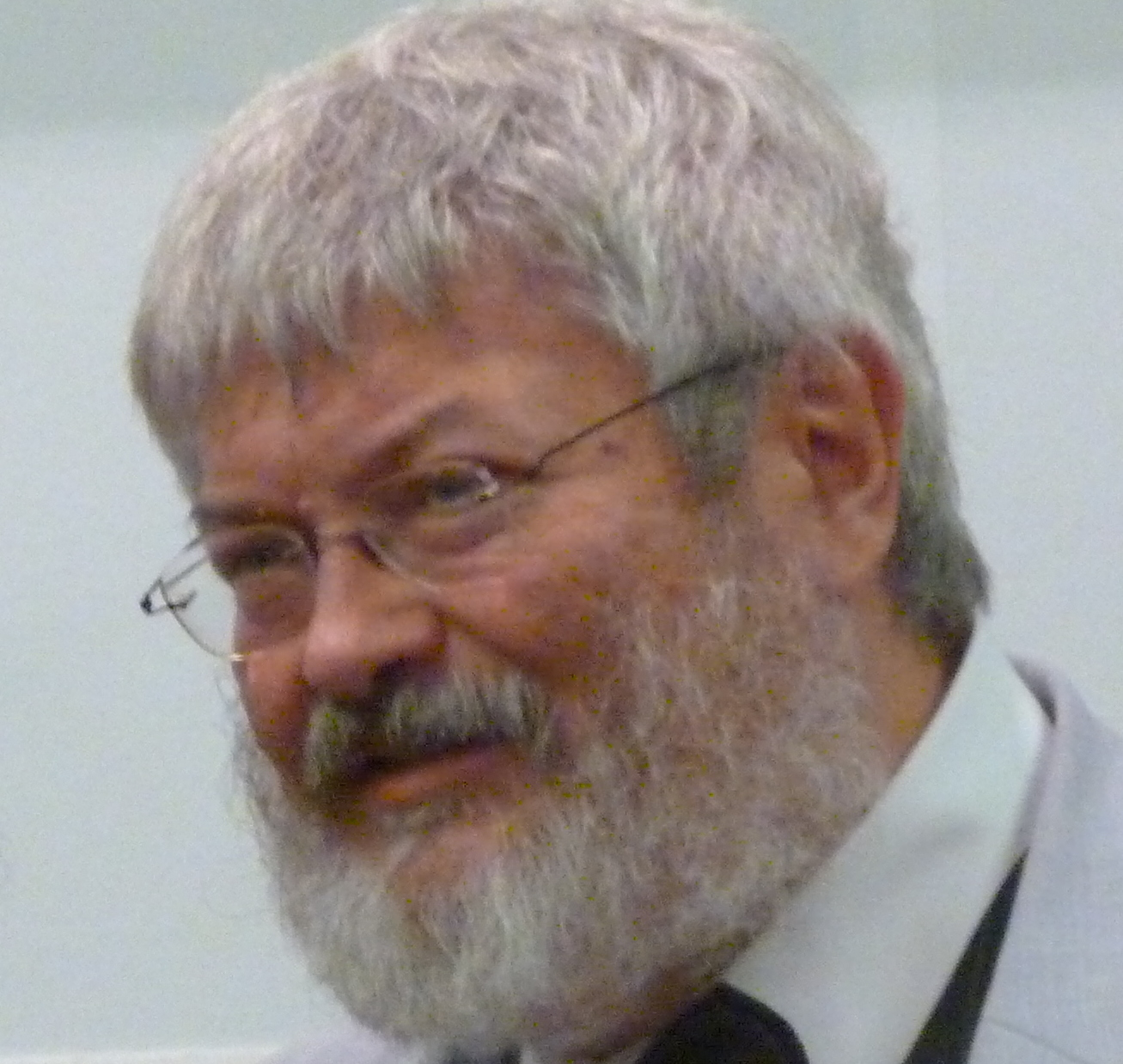
Géza Szőcs (2013)

Géza Szőcs (geboren 21. August 1953 in Târgu Mureș; gestorben 5. November 2020 in Budapest) war ein rumänisch-ungarischer Schriftsteller und Politiker in beiden Staaten.

## Leben
Der Sohn des rumänisch-ungarischen Schriftstellers István Szőcs studierte bis 1979 an der Babeș-Bolyai-Universität Cluj. Auf Vorschlag von András Sütő erhielt er 1979/80 ein Herder-Stipendium für die Universität Wien.
Nach einer Tätigkeit im literaturwissenschaftlichen Seminar der Babeș-Bolyai-Universität Cluj ging Géza Szőcs von 1986 bis 1989 ins politische Exil in die Schweiz, wo er in Genf als Journalist arbeitete. Zwischen 1989 und 1990 leitete er das Budapester Studio von Radio Free Europe. 1989 wurde er Mitarbeiter der Zeitschrift Magyar Napló des ungarischen Schriftstellerverbands.
1990 kehrte Szőcs nach Cluj zurück und engagierte sich in der Demokratischen Union der Ungarn in Rumänien, für die er von 1990 bis 1992 im rumänischen Senat saß. Von 1993 bis 2010 war er in Ungarn Herausgeber des Magazins A Dunánál. Er war Mitherausgeber der Zeitschrift Magyar Szemle und Mitglied in der  Aufsicht des Ungarischen Staatsfernsehsenders Magyar Televízió (MTV).
Im Mai 2010 wurde Szőcs von Viktor Orbán als Staatsminister für Kultur beim Ministerium für Nationale Ressourcen (Miklós Réthelyi) in die ungarische Regierung Orbán berufen.
Géza Szőcs hatte fünf Kinder.
Er starb am 5. November 2020 an den Folgen von COVID-19.

## Werke
- Lacht, wie ihr es versteht : Gedichte, Hrsg. und aus dem Ungar. übertr. von Hans-Henning Paetzke, Frankfurt am Main : Frankfurter Verl.-Anst. 1999, ISBN 3-627-00018-8
- „Untergrundfürsten“. Geschichten aus Siebenbürgen. Aus dem Ungar. von Hanns-Henning Paetzke, Halle: Mitteldeutscher Verlag 2021
- Te mentél át a vizen?. Bukarest, Kriterion, 1973
- Kilátótorony és környéke. Bukarest, Kriterion, 1977
- Párbaj, avagy a huszonharmadik hóhullás. Kolozsvár, Dacia, 1979
- A szélnek eresztett bábu. Budapest, Magvető Könyvkiadó, 1986
- Az uniformis látogatása. New York, Hungarian Human Rights Foundation, 1987
- Kitömött utcák, hegedűk. Köln-Budapest, Literarische Briefe/Irodalmi levelek, 1988
- A sirálybőr cipő. Budapest, Magvető, 1989
- Históriák a küszöb alól. Budapest, Szépirodalmi Kiadó, 1990
- A vendégszerető avagy Szindbád Marienbadban. Budapest, Szépirodalmi Könyvkiadó, 1992
- A kisbereki böszörmények. Kolozsvár, Erdélyi Híradó, 1995
- Ki cserélte el a népet?. Kolozsvár, Erdélyi Híradó, 1996
- Passió, Budapest: Magvető Könyvkiadó, 1999
- Drámák, hangjátékok. Budapest, Kortárs kiadó, 2002
- A magyar ember és a zombi, Budapest, Kortárs Kiadó 2003. ISBN 9639297828
- Liberté 1956 Budapest, aDunánál 2006. ISBN 973-7648-07-2
- Limpopo, Budapest, Magvető 2007. ISBN 963-1425-54-3

## Auszeichnungen in Ungarn
- 1986: Graves-díj
- 1986: Füst Milán-díj
- 1992: Déry Tibor-díj
- 1993: Bethlen Gábor-díj
- 1993: Attila-József-Preis